# تاكويا موجوروما (ملاكم)
تاكويا موجوروما (باليابانية: 六車卓也) مواليد 16 يناير 1961 في أوساكا، أوساكا، اليابان، هو ملاكم محترف ياباني سابق. حقق بطولة رابطة الملاكمة العالمية.

## إحصائيات
خاض خلال مسيرته 31 نزالا، فاز في 26 وتعادل في 2 وخسر في 3. فاز بالضربة القاضية في 20 نزالا.

## روابط خارجية
- تاكويا موجوروما على موقع بوكس ريك (الإنجليزية) (registration required)